# Alles kapot
Alles kapot is een lied van de Nederlandse band Goldband. Het werd in 2020 als single uitgebracht en stond in hetzelfde jaar als vierde track op de ep Van de roulette naar de doublet. 

## Achtergrond
Alles kapot is geschreven door Boaz Kok, Karel Gerlach en Milo Driessen en geproduceerd door Gerlach en Wieger Hoogendorp. Het is een lied dat kan worden ingedeeld in de genres electropop en nederpop. In het lied zingen de artiesten over hoe ze weinig succes hebben in hun leven, maar dat ze wel geluk hebben in de liefde en dat zij hun leven beter maakt. Het was het eerste nummer van de band die een bescheiden hit werd in Vlaanderen en het enige hitgenoteerde lied van de ep.

## Hitnoteringen
Er waren geen noteringen in de hitlijsten in Nederland, maar de band had bescheiden succes met het lied in Vlaanderen. Hier bereikte het de veertiende plek in de Ultratip 100 van de Vlaamse Ultratop 50.